# Atletiek op de Paralympische Zomerspelen 2024 - Verspringen vrouwen T12
Het Verspringen voor vrouwen klasse T12 op de Paralympische Zomerspelen 2024 vond plaats van op 1 september in het Stade de France. Deze klasse is voor slechtziende atletes die over het algemeen enig restzicht hebben, hun vermogen om de vorm van een hand op een afstand van 2 meter te herkennen en hun vermogen om helder waar te nemen mag niet meer dan 2/60 zijn.  
De titelsverdedigster was Oksana Zubkovska uit Oekraïne, die in 2024 haar titel wist te prolongeren. De Spaanse Sara Martinez behaalde het zilver en Lynda Hamri uit Oezbekistan won de bronzen medaille.

## Records
Voorafgaand aan het toernooi waren dit het wereldrecord en het Paralympisch record.
| Wereldrecord        | Oekraïne Oksana Zubkovska | 6.60 | Londen | 7 september 2012 |
| Paralympisch record | Oekraïne Oksana Zubkovska | 6.60 | Londen | 7 september 2012 |

## Uitslag
| Rang   | Atleet                  | Atleet | #1   | #2   | #3   | #4   | #5   | #6   | Resultaat | Bijz. |
| ------ | ----------------------- | ------ | ---- | ---- | ---- | ---- | ---- | ---- | --------- | ----- |
| Goud   | Oksana Zubkovska        | UKR    | 5.64 | 5.75 | x    | 5.63 | 5.78 | 5.70 | 5.78      | SB    |
| Zilver | Sara Martinez           | ESP    | 5.35 | 5.24 | x    | 5.26 | x    | 5.40 | 5.40      | SB    |
| Brons  | Lynda Hamri             | ALG    | 5.28 | 5.30 | 5.28 | 5.30 | 5.25 | x    | 5.30      | SB    |
| 4      | Iida Lounela            | FIN    | 5.17 | 5.18 | 5.19 | 5.02 | 4.98 | 5.17 | 5.19      | PB    |
| 5      | Katrin Müller-Rottgardt | GER    | 4.90 | 4.82 | 4.84 | 4.75 | 4.91 | 4.91 | 4.91      |       |
| 6      | Uran Sawada             | JPN    | 4.67 | 4.78 | x    | 4.76 | 4.90 | 4.67 | 4.90      |       |
| 7      | Takam Sydney Fokou      | ESP    | 4.75 | 4.55 | 4.78 | 4.66 | 4.84 | 4.64 | 4.84      |       |
| 8      | Sara Fernandez Roldan   | ESP    | 4.56 | 4.73 | 4.75 | x    | 4.71 | 4.59 | 4.75      |       |
| 9      | Yokutkhon Kholbekova    | UZB    | 3.43 | 2.46 | 2.85 |      |      |      | 3.43      |       |